# マファルダ・デ・ポルトゥガル (1153生)
マファルダ・デ・ポルトゥガル（ポルトガル語: Mafalda de Portugal, 1153年 - 1162年以降）は、ポルトガル王アフォンソ1世とマファルダ・デ・サボイアの第4子、三女である。

## 生涯
1160年1月、父アフォンソ1世とバルセロナ伯ラモン・バランゲー4世はマファルダと3歳か4歳の王子アルフォンソ（後のアラゴン王アルフォンソ2世）との結婚を交渉した。1162年夏にラモン・バランゲー4世が死去した後、レオン王フェルナンド2世はマファルダとアルフォンソの結婚話を取りやめ、代わりにアルフォンソ7世とその2番目の妃リクサ・シロンスカの娘サンチャとアルフォンソを結婚させるよう、アラゴン女王ペトロニラを説得した。
1174年にマファルダの弟サンシュ（後のポルトガル王サンシュ1世）がアルフォンソ2世の妹であるアラゴン王女ドゥルセと結婚しており、このことはポルトガルとアラゴンの間の長期にわたる良好な関係を損なうものとはならなかった。